# Magerwiese bei Potshausen
Die Magerwiese bei Potshausen ist ein Naturschutzgebiet in der niedersächsischen Gemeinde Ostrhauderfehn im Landkreis Leer.
Das Naturschutzgebiet mit dem Kennzeichen NSG WE 116 ist 3,9 Hektar groß. Es ist nahezu deckungsgleich mit dem FFH-Gebiet „Magerwiesen bei Potshausen“. Das Gebiet steht seit dem 16. März 1973 unter Naturschutz. Zuständige untere Naturschutzbehörde ist der Landkreis Leer.
Das Schutzgebiet nördlich der zu Ostrhauderfehn gehörenden Ortschaft Potshausen im Jümmiger Hammrich stellt eine naturnah bewirtschaftete Magerwiese auf wechselfeuchtem bis wechselnassen Flachmoortorf unter Schutz. Die Wiese ist als Borstgrasrasen mit Übergängen zur Pfeifengraswiese ausgeprägt. Hier siedeln u. a. Lungenenzian, Hirsesegge, Großer Wiesenknopf, Teufelsabbiss und Fadensegge. Im Südosten begrenzt ein Streifen mit Gagelstrauch das Schutzgebiet, im Norden und Westen befindet sich ein Gehölzbestand.
Das Naturschutzgebiet grenzt im Norden und Westen an Wirtschaftswege. Im Nordosten wird das Gebiet von einem Graben begrenzt, der das Gebiet zum Terheider Schloot, der etwas später in die Leda mündet.